# Relations entre la Géorgie et l'Union européenne
Les relations entre l'Union européenne et la Géorgie ont commencé dès 1992, peu après la date de déclaration de retour à l'indépendance de cette dernière.

## Origines
L'Union européenne met d'abord en place des projets multinationaux comme en 1996 le projet énergétique INOGATE (en) concernant les pays de l'Est, le Caucase et l'Asie centrale ; elle cible ensuite les pays comme la Géorgie. En 1999, un accord bilatéral de partenariat et de coopération est conclu. En 2006, un plan d'action de politique européenne de voisinage est défini. En 2008, après la guerre russo-géorgienne, une mission d'observation de l'UE, forte de 200 observateurs civils, est mise en place sur le territoire géorgien, mais les autorités de l'Ossétie du Sud et de l'Abkhazie ne permettent pas l'accès à leur territoire.
Le Parlement européen note que, conformément à l'article 49 du traité UE, la Géorgie, la Moldavie et l'Ukraine, comme tout autre pays européen, ont une perspective européenne et peuvent demander à devenir membres de l'UE conformément aux principes de la démocratie, la résolution du Parlement européen à Bruxelles, adopté lors de la dernière session avant les élections au Parlement européen, qui auront lieu du 23 au 25 mai 2014.

## Accord d'association (et de libre-échange)
Dès 2009, dans le cadre du Partenariat oriental initié vers 6 pays voisins par l'Union européenne, sous l'impulsion de la Pologne et de la Suède, la Géorgie exprime le souhait de participer. L'opinion publique géorgienne, encouragée par la classe politique voit dans ce partenariat une étape intermédiaire à l'adhésion pleine et entière.[réf. nécessaire]
L'accord d'association est paraphé le 27 juin 2014, le même jour que la Moldavie et l'Ukraine ,.

## Accord sur la politique de sécurité et de défense commune
L'Union européenne et la Géorgie signent un accord-cadre de participation aux opérations de politique de sécurité et de défense commune (PSDC) qui prend effet dès 2014. 
Les forces armées géorgiennes mènent en 2015 deux types de mission :
- opérationnelles, en République centrafricaine (EUFOR RCA) mobilisant 150 soldats d'infanterie légère (une partie de l'encadrement, francophone, a reçu des compléments de formation en France) ;
- d'instruction auprès des forces maliennes (EUTM Mali).

## Projets en cours
Plusieurs autres projets bilatéraux sont en cours : ils concernent
- la justice (en 2004, les recommandations de la mission européenne dirigée par le juge français Sylvie Plantz avaient été particulièrement sévères pour la justice géorgienne)[5],
- l'agriculture et le développement rural,
- la réforme du secteur public.

## Aides financières
De 2007 à 2013, la Géorgie a reçu de l'Union européenne une aide de 452 millions d'euros, et devrait recevoir 335 à 410 millions de 2014 à 2017.  

## Dépôt de candidature à l'Union européenne
À la suite de la demande, le 28 février 2022, du président ukrainien Volodymyr Zelensky de rejoindre l'Union européenne, 4 jours après le début de l'invasion de l'Ukraine par la Russie, le président du parti Rêve géorgien Irakli Kobakhidze a également annoncé lors d'une conférence de presse la « décision de faire acte de candidature immédiatement pour l'entrée dans l'UE » en y ajoutant que Bruxelles doit examiner urgemment cette candidature. Par ailleurs, cette demande fait référence au fait que la Géorgie avait déjà connu une invasion russe en 2008 qui s'est soldée par la perte de deux territoires séparatistes. Le gouvernement géorgien avait déjà émis l'intention de présenter sa candidature pour adhérer à l'Union européenne en 2024,,.  

## Sources

## Compléments